# Instituto Superior de Bellas Artes
El Instituto Superior de Bellas Artes (ISBA) es una institución educativa de nivel superior dedicada a la formación en artes en Paraguay. Fundado el 26 de abril de 1957 bajo el nombre de Escuela de Bellas Artes, es el centro de educación artística más antiguo del país.  Su sede se encuentra en Avenida Próceres de Mayo n.º 251, Asunción.

## Historia
La Escuela de Bellas Artes fue establecida bajo la rectoría de la Universidad Nacional de Asunción (UNA), con el objetivo de difundir conocimientos culturales y artísticos. Los primeros docentes fueron Pablo Alborno, Ofelia Echagüe, Héctor de los Ríos y Roberto Holden Jara, quien también fue el primer director. Inicialmente, las clases se llevaron a cabo en el Colegio Internacional con diez alumnos y siete profesores. A lo largo de los años, la institución experimentó varios cambios de sede y dependencia administrativa, pasando del Ministerio de Educación y Cultura (MEC) a la UNA y viceversa. En 1996, se estableció en su sede actual en la Avenida Próceres de Mayo 251, Asunción. Posteriormente, en 2013, la Ley n.º 4995 transformó la escuela en el Instituto Superior de Bellas Artes, consolidando su estatus como institución de educación superior.

## Misión y visión
El ISBA tiene como misión promover el desarrollo de la educación superior en artes, fomentando el acceso a ella y desarrollando la docencia, la investigación y la creación artística para alcanzar la excelencia.

## Programas académicos
El instituto ofrece licenciaturas en las siguientes disciplinas: artes visuales, diseño gráfico, música, teatro y danza. Organiza talleres en áreas como restauración, artes plásticas y literatura. Las inscripciones para el cursillo de ingreso a estas carreras se realizan anualmente, generalmente entre enero y febrero.

## Infraestructura
La sede del ISBA en Asunción está equipada con espacios normales para la formación artística, incluyendo talleres, salas de ensayo y auditorios. La institución también ofrece becas y descuentos en matrícula y cuotas para estudiantes, con el objetivo de facilitar el acceso a la educación artística.